# Икономика на Афганистан
Афганистан е аграрна страна с неразвита промишленост, водената гражданска война в Афганистан разрушава и без това слабата ѝ икономика. Безработицата в страната е 40 % (2005). БВП на страната е 22 022 000 000 $ (2008). Разработвани са газови находища в северната част на страната.

## Селско стопанство
xxxx

## Промишленост
Афганистан разполага с неголеми запаси на каменни въглища, желязна руда, гипс, олово, цинк и злато.

## Външна търговия

### Износ
През 2007 г. е на обща стойност от около 1,7 млрд. $. Най-голям е за Индия - 23,7%, следват Пакистан - 22,7%, САЩ - 21,2%, Русия – 4,1%.

### Внос
През 2007 г. е на обща стойност от около 5,7 млрд. $. Най-голям е от Пакистан – 23,9%, следват САЩ – 11,8%, Германия - 6,8%, Индия - 6,5%, Турция - 5,1%, Туркменистан - 5,0%, Русия - 4,7%, Кения - 4,4% (2005).